# Йоост Цвагерман

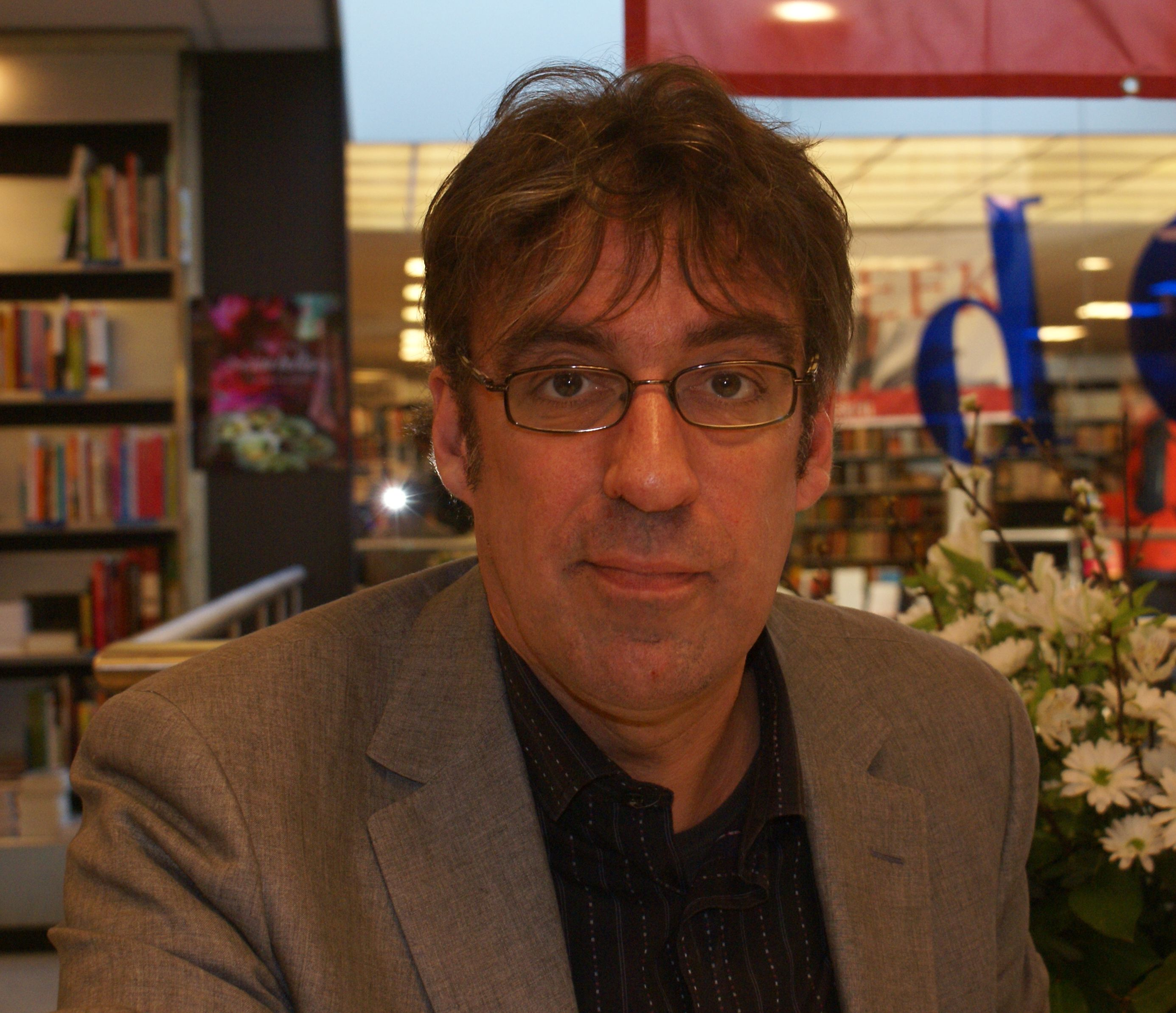
Йоост Цвагерман у 2010 під час підписання книжок у Генгело 11 березня 2010 року.

Йоганнес Якобус Віллебрордус " Йоост " Цвагерман (нідерландська вимова: [joːst ˈsʋaːɣərmɑn] ; 18 листопада 1963, Алкмар  — 8 вересня 2015, Гарлем) — нідерландський письменник, поет і есеїст. Серед його вчителів був романіст Ок де Йонг.

## Молодість і освіта
Йоганнес Якобус Віллебрордус Цвагерман народився 18 листопада 1963 року в Алкмаарі, Нідерланди.
У віці дев'яти років Цвагерман склав журнал «De Zwagergids» із текстами та зображеннями з тележурналів.
Цвагерман отримав середню освіту в Rijksscholengemeenschap Noord-Kennemerland в Алкмаарі, де він закінчив havo і перейшов на навчання в Pedagogische Academie. Після цього він продовжив вивчати нідерландську мову (Nederlandse taal- en letterkunde, незакінчена). Він був студентом курсу творчого письма Оека де Йонга.
Цвагерман походить із родини вчителів і після школи також прагнув стати вчителем, паралельно вивчаючи нідерландську мову та літературу. Щоб повністю присвятити себе письменництву, він кинув коледж. Він одружився на подрузі дитинства і мав від неї трьох дітей.

## Робота
Цвагерман дебютував романом «De Houdgreep» у 1986 році. Його другий роман, Gimmick! (1989), була адаптована як п'єса, яка охопила набагато ширшу аудиторію.  Тираж був 200 тисяч, це був справжній прорив серед широкої читацької публіки. 
Свою третю книгу, Vals licht, він написав у 1991 році, і вона потрапила до короткого списку AKO Literatuurprijs. Вальс Ліхт був основою для фільму Тео Ван Гога (1993). Далі з'явилося більше романів, зокрема Chaos en Rumoer, Zes Sterren і De buitenvrouw. Дуже успішним був De buitenvrouw з накладом 300 тисяч. Через його популярність у Нідерландах велика страхова компанія найняла Цвагермана як рекламного представника.
Твори Цвагермана перекладено дванадцятьма мовами, зокрема німецькою, французькою та японською.
Крім книг, Цвагерман також публікував вірші та есе. Його перша збірка віршів була опублікована в 1987 році Langs de doofpot. Поетичну премію Awater отримав за його останню збірку Roeshoofd hemelt, яка була перевидана чотири рази. Серед його есеїстичних робіт Pornotheek Arcadië (2001) і Het vijfde seizoen (2003).
Цвагерман також був активним колумністом голландських газет, спочатку для de Volkskrant (1998—2002), а з 2001 року для NRC Handelsblad. Крім того, він був ведучим нідерландської телевізійної програми (Zomergasten) і виступав у театрі з голландським письменником Рональдом Гіпхартом. Окрім роботи як письменника та колумніста, він також часто з'являвся на голландському національному телебаченні, у програмі De Wereld Draait Door, що транслюється VARA, де він часто проводив міні-лекції на теми, пов'язані з мистецтвом. Будучи любителем мистецтва, Цвагерман із задоволенням передавав свою любов до мистецтва широкій аудиторії.
Як письменник Цвагерман був пов'язаний з двома університетами; у 1998 році Rijksuniversiteit Groningen і 2003 Universiteit Leiden. Він також читав лекції в Radboud Universiteit Nijmegen під час лекції Франса Келлендонка в 2006 році. У січні 2008 року Цвагерман був нагороджений Gouden Ganzenveer за надзвичайний внесок у голландську писемну культуру.
До розлучення Йост Цвагерман жив із дружиною та трьома дітьми в Амстердамі. У 2011 році шлюб Цвагермана розпався, що призвело його до важкої клінічної депресії. Тим не менш, незабаром він повернувся до написання про мистецтво у великій голландській газеті та був частим гостем ток-шоу, зазвичай на цю тему.У грудні 2012 року оселився в Гарлемі.

## Смерть
8 вересня 2015 року де Фолькскрант підтвердив, що Цвагерман покінчив життя самогубством. Його знайшли мертвим у своєму будинку в Гарлемі.